# Premio Pulitzer per il miglior servizio fotografico
Il premio Pulitzer per il miglior servizio fotografico (Pulitzer Prize for Feature Photography) è uno dei quattordici premi Pulitzer per il giornalismo che vengono conferiti ogni anno in America. Viene assegnato a un giornalista o a una redazione che si siano distinti per un approfondimento degno di merito attraverso una fotografia, un servizio o un album fotografico, sia a colori sia in bianco e nero.
Dal 1942 fino al 1967 veniva assegnato un unico premio per il fotogiornalismo, il premio Pulitzer per la fotografia (Pulitzer Prize for Photography), sdoppiato in quell'anno in "premio Pulitzer per la miglior fotografia di ultim'ora" (Pulitzer Prize for Spot News Photography, divenuto dal 2000 il Pulitzer Prize for Breaking News Photography) e in "premio Pulitzer per il miglior servizio fotografico".

## Albo d'oro

### Anni 1960
- 1968: Toshio Sakai, United Press International, per la sua foto Dreams of Better Times sui combattimenti in Vietnam
- 1969: Moneta Sleet Jr., Ebony magazine, per la sua foto della vedova e del figlio di Martin Luther King Jr. al suo funerale

### Anni 1970
- 1970: Dallas Kinney, Palm Beach Post, per il suo servizio fotografico dei lavoratori migranti in Florida dal titolo Migration to Misery
- 1971: Jack Dykinga, Chicago Sun-Times, per le sue immagini del Mabley Developmental Center per persone con disabilità mentali e comportamentali in Illinois
- 1972: David Hume Kennerly, United Press International, per le sue fotografie della Guerra del Vietnam nel 1971
- 1973: Brian Lanker, Topeka Capital-Journal, per la sua sequenza sul parto che include Moment of Life
- 1974: Slava Veder, Associated Press, per la sua fotografia Burst of Joy sul ritorno a casa di un prigioniero americano dal Vietnam del Nord
- 1975: Matthew Lewis, Washington Post, per le sue foto a colori e in bianco e nero
- 1976: Lo staff di fotografi del Courier-Journal di Louisville e del Louisville Times, per un reportage sul piano per combattere la segregazione razziale nelle scuole di Louisville attraverso il sistema dei bus scolastici
- 1977: Robin Hood, Chattanooga Times Free Press, per la sua immagine di un veterano disabile con suo figlio alla parata del Armed Forces Day
- 1978: J. Ross Baughman, Associated Press, per tre foto delle aree di guerriglia in Rhodesia
- 1979: Lo staff di fotografi del Boston Herald American, per il reportage sulla bufera di neve che colpì il nord-est degli Stati Uniti nel 1978

### Anni 1980
- 1980: Erwin H. Hagler, Dallas Times Herald, per una serie di foto sui cowboy del west
- 1981: Taro Yamasaki, Detroit Free Press, per le sue foto sulla Jackson State Prison, Michigan
- 1982: John H White, Chicago Sun-Times, per un continuo ed eccellente lavoro su molti soggetti diversi
- 1983: James B. Dickman, Dallas Times Herald, per le sue foto sulla vita e la morte a El Salvador
- 1984: Anthony Suau, The Denver Post, per una serie di foto sui tragici effetti della malnutrizione in Etiopia e per una singola foto di una donna sulla tomba del marito nel Memorial Day."
- 1985: Stan Grossfeld, Boston Globe, per la sua serie di foto sulla Carestia etiope del 1983-1985 e per le sue immagini degli immigrati clandestini al Confine tra il Messico e gli Stati Uniti d'America
- 1986: Tom Gralish, The Philadelphia Inquirer, per la sua serie di foto sui Senzatetto di Filadelfia
- 1987: David Peterson, The Des Moines Register, per le sue foto sui sogni infranti dei coltivatori americani
- 1988: Michel duCille, Miami Herald, per le sue foto sul degrado e il successivo recupero di un progetto di edilizia abitativa invaso dal crack
- 1989: Manny Crisostomo, Detroit Free Press, per la sua serie di immagini sulla vita studentesca alla Southwestern High School di Detroit

### Anni 1990
- 1990: David C. Turnley, Detroit Free Press, per le fotografie delle sollevazioni politiche in Cina e delle Rivoluzioni del 1989 in Europa dell'Est
- 1991: William Snyder, The Dallas Morning News, per le immagini di bambini orfani e malati in condizioni di vita subumane in Romania
- 1992: John Kaplan, Block Newspapers, Toledo, Ohio, per le sue foto sui diversi stili di vita di sette giovani di 21 anni sparsi per gli USA
- 1993: Lo staff di fotografi dell'Associated Press, per il portfolio di immagini sulla campagna presidenziale del 1992
- 1994: Kevin Carter, fotografo free-lance, per la fotografia The vulture and the little girl, pubblicata sul The New York Times, su di una bambina sudanese collassata per la malnutrizione mentre si reca a un centro di alimentazione, mentre un avvoltoio attende accanto a lei
- 1995: Lo staff di fotografi dell'Associated Press, per il portfolio di immagini sull'orrore e la devastazione in Ruanda
- 1996: Stephanie Welsh, fotografa free-lance, per la scioccante sequenza di foto di un rito di mutilazione genitale femminile in Kenya pubblicata sul Newhouse News Service
- 1997: Alexander Zemlianichenko, Associated Press, per la sua fot del presidente russo Boris Yeltsin che balla a un concerto rock durante la campagna per la sua rielezione
- 1998: Clarence Williams, Los Angeles Times, per le sue immagini sulle condizioni critiche di bambini figli di alcolisti o drogati
- 1999: Lo staff di fotografi dell'Associated Press, per la raccolta di foto su eventi ed attori principali coinvolti nella vicenda di Bill Clinton e Monica Lewinsky e nel successivo processo di impeachment

### Anni 2000
- 2000: Carol Guzy, Michael Williamson e Lucian Perkins, Washington Post, per le loro immagini sulle condizioni critiche dei rifugiati della Guerra del Kosovo
- 2001: Matt Rainey, Star-Ledger, per le sue foto sul recupero di due studenti coinvolti nell'incendio della residenza universitaria Boland Hall alla Seton Hall University
- 2002: Lo staff di fotografi del The New York Times, per le foto testimonianti il dolore e la perseveranza della gente coinvolta nei conflitti in Afghanistan e Pakistan
- 2003: Don Bartletti, Los Angeles Times, per il suo memorabile ritratto di come gruppi di giovani viaggiani dall'America centrale verso gli Stati Uniti sfidando pericoli mortali
- 2004: Carolyn Cole, Los Angeles Times, per il suo sguardo sugli effetti della Seconda guerra civile liberiana, con una speciale attenzione ai cittadini innocenti coinvolti nel conflitto
- 2005: Deanne Fitzmaurice, San Francisco Chronicle, per il suo servizio fotografico su di un ospedale di Oakland, California nel quale è stato curato un ragazzo iracheno coinvolto in un'esplosione
- 2006: Todd Heisler del Rocky Mountain News, per il suo servizio sui funerali dei Marines in Colorado morti in Iraq
- 2007: Renée C. Byer del The Sacramento Bee, per il suo ritratto di una madre single e di suo figlio che perde la sua battaglia con il cancro
- 2008: Preston Gannaway del Concord Monitor, per la sua cronaca di una famiglia alle prese con la malattia terminale di un genitore
- 2009: Damon Winter del The New York Times, per il suo memorabile reportage sulla campagna presidenziale di Barack Obama del 2008

### Anni 2010
- 2010: Craig F. Walker del The Denver Post, per il suo ritratto di un teenager che si arruola nell'esercito durante un'insorgenza di violenze in Iraq
- 2011: Barbara Davidson del Los Angeles Times, per la sua storia di vittime innocenti intrappolate nel fuoco incrociato di gang opposte a Los Angeles
- 2012: Craig F. Walker del The Denver Post per la sua cronaca di un veterano congedato con onore dall'Iraq, alle prese con un serio Disturbo post traumatico da stress
- 2013: Javier Manzano per la sua foto, distribuita da Agence France-Presse, di due soldati ribelli siriani a guardia del loro presidio
- 2014: Josh Haner del The New York Times, per i suoi ritratti del doloroso recupero di un uomo ferito nell'attentato alla maratona di Boston
- 2015: Daniel Berehulak, fotografo free-lance, The New York Times, per le sue foto dell'epidemia di febbre emorragica di Ebola in Africa occidentale del 2014
- 2016: Jessica Rinaldi del The Boston Globe, per le foto di un ragazzo che ha subito abusi da parte di persone vicine a lui
- 2017:  E. Jason Wambsgans del Chicago Tribune, per il ritratto di un ragazzo di 10 anni e di sua madre dopo che lui è sopravvissuto a una sparatoria a Chicago
- 2018: Lo staff della Reuters "per le scioccanti fotografie che hanno mostrato al mondo la violenza perpetrata sui rifugiati Rohingya in fuga dalla Birmania"[2][3]
- 2019: Lorenzo Tugnoli del Washington Post "per il brillante servizio fotografico sulla carestia nello Yemen, mostrata attraverso immagini in cui bellezza e compostezza si alternano a scene di devastazione"[4]

### Anni 2020
- 2020: Dar Yasin, Mukhtar Khan e Channi Anand, fotografi della Associated Press "per le immagini sorprendenti catturate durante un blackout delle comunicazioni nel Kashmir che ritraggono la vita nel territorio conteso tra India e Pakistan"[5]
- 2021: Emilio Morenatti della Associated Press "per una toccante serie di fotografie che accompagna gli spettatori nella vita degli anziani in Spagna che resistono durante la pandemia di COVID-19 in Spagna"[6]
- 2022: Adnan Abidi, Sanna Irshad Mattoo, Amit Dave e Danish Siddiqui (postumo) della Reuters "per le immagini dell'impatto del COVID in India capaci di bilanciare intimità e devastazione, offrendo al contempo al pubblico un marcato senso del luogo"[7]
- 2023: Christina House del Los Angeles Times per le immagini di una donna ventiduenne che, vivendo in una tenda per strada, lotta quotidianamente per crescere un figlio
- 2024: Lo staff della Associated Press per le toccanti fotografie che mostrano l'arduo viaggio di masse di migranti dalla Colombia al confine con gli Stati Uniti d'America